# Kościół Świętej Trójcy w Leeds
Kościół Świętej Trójcy w Leeds (ang. Holy Trinity Church in Leeds) – anglikański kościół parafialny zlokalizowany w centrum angielskiego Leeds, przy Boar Lane.

## Historia

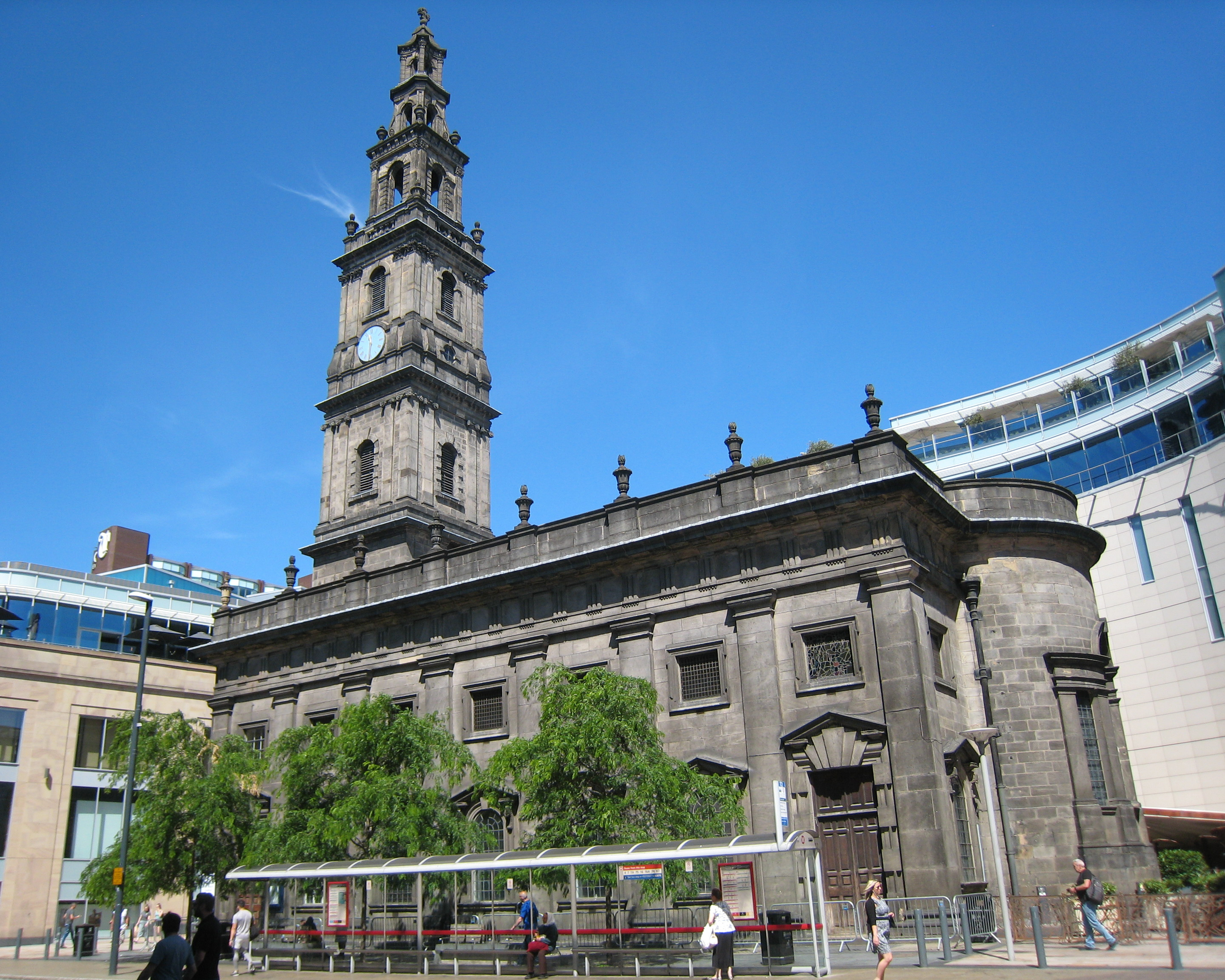
Widok od prezbiterium

Akcję zbierania funduszy na budowę kościoła wszczął Ralph Thoresby w 1714. Środki pochodziły od zamożnych darczyńców, w tym m.in. Lady Elizabeth Hastings, wielebnego Henry'ego Robinsona (wikariusza kościoła św. Jana w Leeds w latach 1683-1696) i innych. Wstępny projekt kościoła wykonał William Halfpenny, a głównym architektem był William Etty z Yorku. Kamień węgielny wmurowano w 1722, a dokonał tego wielebny Henry Robinson. W 1727 świątynia została konsekrowana przez arcybiskupa Yorku, Lancelota Blackburna.
W okresie, gdy kazania w kościele głosił James Scott (1727-1782), utalentowany kaznodzieja i aktywny pamflecista, zapotrzebowanie na miejsce znacząco wzrosło. W 1755 dobudowano galerie, zwiększając liczbę miejsc wewnątrz. W końcu XIX wieku, w czasie służby wielebnego Richarda Bullocka (1882-1899) ponownie przebudowano kościół, usuwając galerie, przenosząc ołtarz ambonowy i reorganizując układ ławek.

## Wyposażenie
We wnętrzu znajdują się m.in. wyobrażenie pelikana (symbol Komunii Świętej), herb królewski z okresu od 1714-1800 oraz pomnik Henriego Robinsona (najstarszy w budynku), upamiętniający „czcigodnego założyciela” kościoła, który został pochowany na miejscu w 1736.
Elementem wnętrza jest kaplica Matki Bożej. W jej centralnej części znajduje się wizerunek Zwiastowania Pańskiego. Służy ona jako miejsce wyciszenia i modlitwy w centrum miasta.

## Galeria

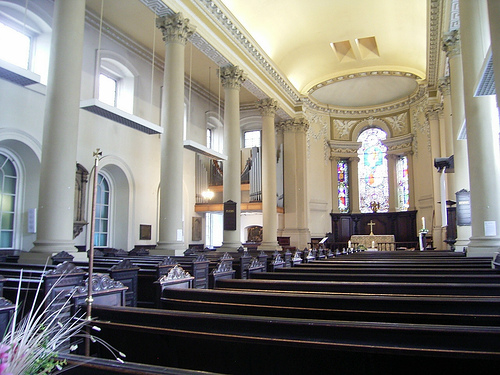
Wnętrze
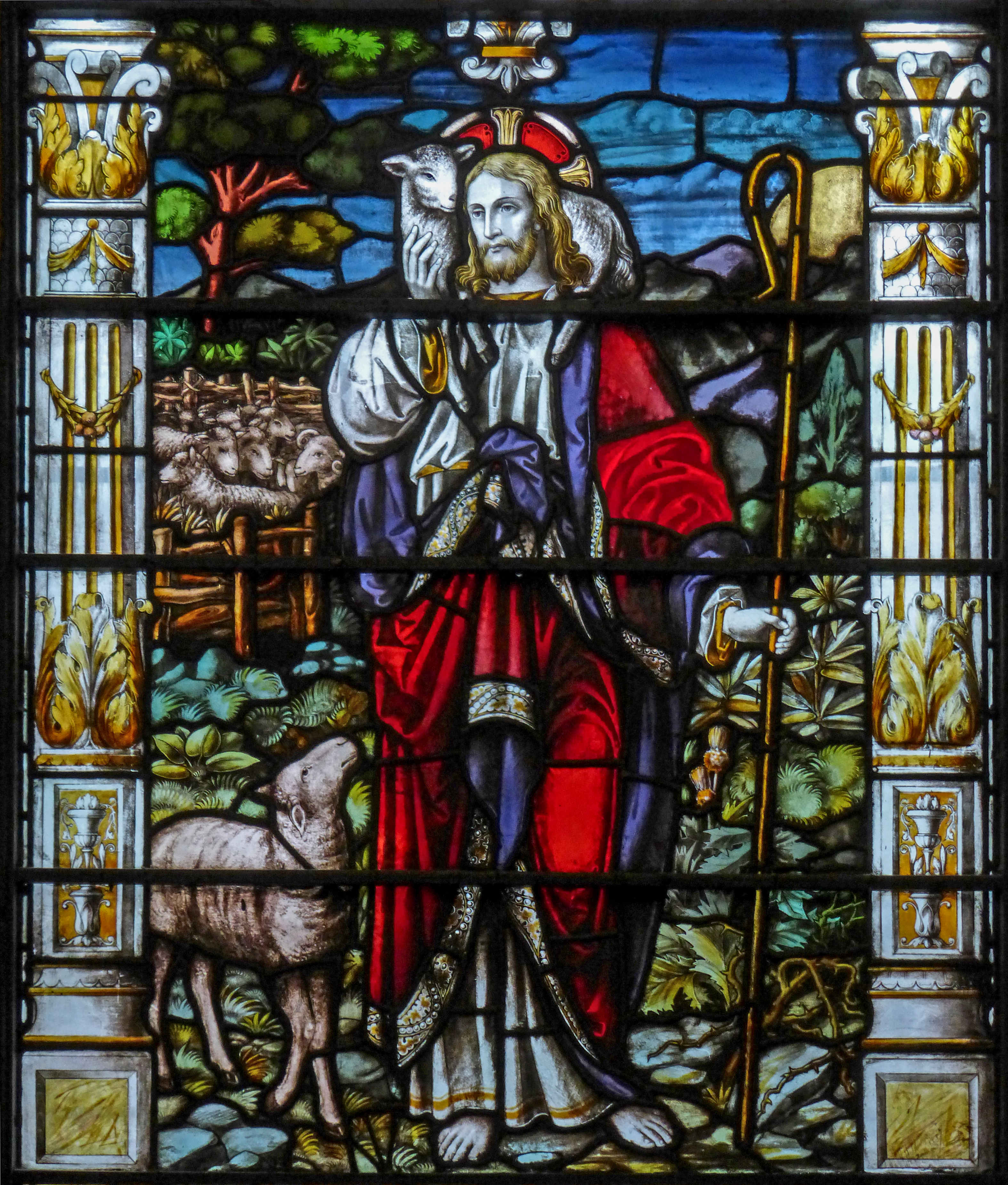
Witraż